# Gephyromantis granulatus
Espèce
Synonymes
- Limnodytes granulatus Boettger, 1881
- Mantidactylus granulatus (Boettger, 1881)

Statut de conservation UICN

 LC  : Préoccupation mineure
Gephyromantis granulatus est une espèce d'amphibiens de la famille des Mantellidae.

## Répartition

Aire de répartition de Gephyromantis granulatus.

Cette espèce est endémique de Madagascar. Elle se rencontre du niveau de la mer jusqu'à 900 m d'altitude dans le nord de l'île ainsi que sur l'île de Nosy Be,.

## Description
Gephyromantis granulatus mesure de 40 à 45 mm, les femelles étant un peu plus grandes que les mâles. Son dos varie du brun clair au gris foncé avec souvent des taches sombres. Parfois une marque sombre dessinant un "W" est présente sur le dos et une bande sombre sépare les yeux. Son ventre est blanc grisâtre avec des taches sombres. Les membres présentent des bandes sombres. Sa lèvre supérieure est souvent bordée de blanc. Sa peau est légèrement granuleuse. Les mâles ont une paire de sacs vocaux de couleur sombre.

## Publication originale
- Boettger, 1881 : Diagnoses reptilium et batrachiorum novorum ab ill. Antonio Stumph, in Insula Nossi-Bé Madagascariensis lectorum. Zoologischer Anzeiger, vol. 4, p. 358-361 (texte intégral).